# Douglas Wakiihuri
Douglas Wakiihuri (Mombaça, 26 de setembro de 1963) é um ex-fundista queniano, campeão mundial e medalhista olímpico da maratona. Conquistou a medalha de ouro no Campeonato Mundial de Atletismo de 1987 em Roma e a medalha de prata olímpica em Seul 1988. Também foi campeão da Maratona de Londres e da Maratona de Nova York.